# ゴット・トゥ・ゲット・ユー・イントゥ・マイ・ライフ
- ゴット・トゥ・ゲット・ユー・イントゥ・マイ・ライフ
- ガット・トゥ・ゲット・ユー・イントゥ・マイ・ライフ

「ゴット・トゥ・ゲット・ユー・イントゥ・マイ・ライフ」（Got to Get You into My Life）は、ビートルズの楽曲である。1966年に発売された7作目のイギリス盤公式オリジナル・アルバム『リボルバー』のB面6曲目に収録された楽曲で、クレジットにはレノン＝マッカートニーと表記されているが、主にポール・マッカートニーによって書かれた楽曲。ブラスを加えたサウンドやサイケデリック体験を思わせる歌詞が特徴となっていて、アレンジ面ではモータウンの影響を受けている。ビートルズ版と同年にマッカートニーがプロデュースのもと、クリフ・ベネット・アンド・ザ・レベル・ラウザーズによるカバー・バージョンが発売され、全英シングルチャートで最高位6位を記録した。
活動期にシングル・カットされることはなかったが、解散から6年後の1976年にアメリカでコンピレーション・アルバム『ロックン・ロール・ミュージック』からの先行シングルとして発売され、Billboard Hot 100で最高位7位を記録した。

## 作曲・レコーディング
レノン＝マッカートニー名義となっているが、主な作者はマッカートニーで、リード・ボーカルも歌っている。「ゴット・トゥ・ゲット・ユー・イントゥ・マイ・ライフ」のレコーディングは、1966年4月7日から6月17日にかけてEMIレコーディング・スタジオで行われ、最初のテイクと最終バージョンとで大幅にアレンジが変更された。『リボルバー』のレコーディング・セッションの2日目に採り上げられた時は、アコースティック・ギターとハーモニウムを主体としたアレンジになっており、マッカートニーとジョン・レノンとジョージ・ハリスンがアカペラで「I need your love」というフレーズを繰り返すセクションもあった。5月18日に外部ミュージシャンによるブラス・セクションの録音が行われた。ブラス・セクションは、楽器の近くにマイクを置いて録音し、リミッターがかけられている。なお、ビートルズの楽曲でブラス・セクションが含まれたのは、本作が初となる。なお、ブラス・セクションを加える際にファズを効かせたギターでアレンジを試しており、発売された音源でもこのギターの音は残されている。
本作は、ブラス・セクションのファンファーレから始まり、曲が始まってから7秒後にマッカートニーのリード・ボーカルが入り、1分4秒のところでコーラス部分に入り、曲のタイトルが歌われる。1分53秒のところで短いエレクトリック・ギターのソロに入り、2分10秒のところでブラス・セクションのファンファーレが再び登場する。曲は、マッカートニーのボーカルがフェード・アウトして終わる。
マッカートニーは、1997年に出版された伝記『ポール・マッカートニー: メニー・イヤーズ・フロム・ナウ』で、「『ゴット・トゥ・ゲット・ユー・イントゥ・マイ・ライフ』は“人”ではなく、“マリファナ”がテーマ」と明かしており、『アンカット』誌のインタビューでも同様の発言をしている。

## リリース・評価
「ゴット・トゥ・ゲット・ユー・イントゥ・マイ・ライフ」は、1966年8月5日にパーロフォンより発売されたオリジナル・アルバム『リボルバー』のB面6曲目に収録された。音楽学者のウォルター・エヴェレットは、本作について「アルバムで最も人気のある楽曲」と説明しており、実際に1966年に発売されたクリフ・ベネット・アンド・ザ・レベル・ラウザーズによるカバー・バージョンは、全英シングルチャートで最高位6位を記録した。音楽評論家のティム・ライリーは本作を「最も派生的な楽曲」と評する一方で、ビートルズがそのスタイルをうまく取り入れたことを示す本格的なR&Bナンバーとしている。特にライリーは、ハリスンのギターのブレイクから続く曲のエンディング部分を称賛している。また、1980年に『プレイボーイ』誌のインタビューで、レノンは「ポールの曲で、彼のベストのうちの一つ。歌詞が良い。僕が書いたんじゃない。ポールだって努力すれば良い歌詞が書けるんだよ。その良い例がこの曲だ」と語っている。
ビートルズの解散から6年後の1976年にコンピレーション・アルバム『ロックン・ロール・ミュージック』からの先行シングルとして、アメリカ、カナダ、ニュージーランド、オランダ、イタリア、オーストラリア、日本などの国で「ヘルター・スケルター」をB面に収録したシングル盤が発売された。Billboard Hot 100で最高位7位を記録した、1976年度年間ランキングでは78位。『キャッシュボックス』誌では、最高位第3位を記録し、1976年度年間ランキングでは89位だった。
本作を発売した当時、ビートルズは『リボルバー』に収録された楽曲をコンサートで演奏しないと決めており、1966年8月のアメリカツアーをもってコンサート活動を終えたため、本作はビートルズ活動期にライブ演奏されなかった。1979年、ウイングスによるイギリスツアーでライブ初披露後、1989年から1990年のワールドツアーなどで演奏された。

## チャート成績（ビートルズ版）

### 週間チャート
| チャート (1976年)                  | 最高位 |
| ---------------------------------- | ------ |
| オーストラリア (Kent Music Report) | 93     |
| Canada Adult Contemporary (RPM)    | 3      |
| Canada Top Singles (RPM)           | 1      |
| US Billboard Hot 100               | 7      |
| US Adult Contemporary (Billboard)  | 7      |
| US Cash Box Top 100                | 3      |

### 年間チャート
| チャート (1976年)        | 順位 |
| ------------------------ | ---- |
| Canada Top Singles (RPM) | 28   |
| US Billboard Hot 100     | 78   |
| US Cash Box              | 89   |

## 認定（ビートルズ版）
| 国/地域                    | 認定 | 認定/売上数 |
| -------------------------- | ---- | ----------- |
| アメリカ合衆国 (RIAA)      | Gold | 500,000^    |
| ^ 認定のみに基づく出荷枚数 |      |             |

## クレジット
※出典
ビートルズ
- ポール・マッカートニー - ダブルトラックのリード・ボーカル、ベース
- ジョン・レノン - リズムギター
- ジョージ・ハリスン - リードギター
- リンゴ・スター - ドラム、タンバリン

外部ミュージシャン
- ジョージ・マーティン - オルガン
- エディー・ソーントン - トランペット
- イアン・ヘイマー - トランペット
- レス・コンドン - トランペット
- アラン・ブランスクーム - テナー・サクソフォーン
- ピーター・コー - テナー・サクソフォン

## カバー・バージョン

### アース・ウィンド・アンド・ファイアーによるカバー
1978年7月にアース・ウィンド・アンド・ファイアーによるカバー・バージョンが、コロムビア・レコードからシングル盤として発売された。B面には「聖なる愛の詩」が収録された。アース・ウィンド・アンド・ファイアーによるカバー・バージョンは、1978年に公開された映画『サージェント・ペパーズ・ロンリー・ハーツ・クラブ・バンド』で使用され、同作のサウンドトラック盤にも収録された。シングル盤は、全英シングルチャートで最高位33位、Billboard Hot 100で最高位9位、Hot Soul Singlesチャートで第1位を獲得した。また、アメリカレコード協会からはゴールド認定を受けた。

#### 評価
『デイリーニューズ』誌は、アース・ウィンド・アンド・ファイアーによるカバー・バージョンを「非常にクール」と評し、オールミュージックは「最高のリメイク」と評した。また『キャッシュボックス』誌は「革新的な演奏」と評している。
本作は、グラミー賞の最優秀ポップ・パフォーマンス賞にノミネートされ、最優秀ヴォーカル入りインストゥルメンタル編曲賞を受賞した。

#### チャート成績（EW&F版）
| チャート (1978年)                    | 最高位 |
| ------------------------------------ | ------ |
| Canada Adult Contemporary (RPM)      | 29     |
| オランダ (Single Top 100)            | 33     |
| ニュージーランド (Recorded Music NZ) | 20     |
| UK シングルス (OCC)                  | 33     |
| US Billboard Hot 100                 | 9      |
| US Hot Soul Singles (Billboard)      | 1      |
| US Adult Contemporary (Billboard)    | 30     |

#### 認定（EW&F版）
| 国/地域                                                                                  | 認定 | 認定/売上数 |
| ---------------------------------------------------------------------------------------- | ---- | ----------- |
| アメリカ合衆国 (RIAA)                                                                    | Gold | 1,000,000^  |
| * 認定のみに基づく売上数 · ^ 認定のみに基づく出荷枚数 · 認定のみに基づく売上数と再生回数 |      |             |

### その他のアーティストによるカバー
- クリフ・ベネット・アンド・ザ・レベル・ラウザーズ（英語版） - 1966年にマッカートニーをプロデューサーに迎えてシングル盤として発売。全英シングルチャートで最高位6位を記録した[42]。
- クリス・クラーク - 1967年に発売されたアルバム『Soul Sounds』に収録[43]。
- ブラッド・スウェット・アンド・ティアーズ - 1975年に発売されたアルバム『New City』に収録[44]。
- ビータリカ - 2009年に発売されたアルバム『Masterful Mystery Tour』に、メタリカの楽曲「トラップド・アンダー・アイス」とマッシュアップした「Got to Get You Trapped Under Ice」を収録した。
- ザ・ペンフレンドクラブ - 2024年のアルバム『Back In The Pen Friend Club』に収録。